# Промежицы
Промежицы — бывшая деревня, ныне пригородный микрорайон (1-2-этажной застройки) на юге Пскова (в Завокзалье). Находится при впадении в Великую её притока реки Промежицы, к северу от устья другого притока, реки Черёхи.
В городскую черту Пскова деревня Промежицы была включена в 1925 году. Южнее, на правом берегу Черёхи у впадения её в Великую, находится садоводческое некоммерческое товарищество «Промежицы», благодаря чему микрорайон Промежицы расширяют далеко на юг от бывшей деревни и реки Промежицы вплоть до реки Черёхи и окраин (другого 1-2-этажной застройки) микрорайона Лопатино. Через Промежицы проходит автодорога (ул. Советской Армии) и железная дорога «Псков — Черёха — Остров». С центром города связан автобусным маршрутом № 6, а также маршрутным такси № 306.
В районе СНТ «Промежицы», у устья Черёхи, расположены руины храма, здание «Арсеньевской» школы псаломщиков, и колокольня бывшего Пантелеймонова монастыря, ставшего известным благодаря развёрнутому у его стен военному лагерю (около 40 тысяч солдат) польских войск Стефана Батория в августе — декабре 1581 года (так называемое Баториево становище) при осаде Пскова На территории современного СНТ «Промежицы», помимо монастыря, до революции находилась слобода Пантелеймоновская Сегодня у руин бывшего монастыря расположены военные объекты спецназа ГРУ Минобороны РФ.
К востоку от Промежиц простирается территория аэропорта «Псков».
В 1897 году при земляных работах между речкой Промежицой и заводом купца Г. Ф. Викенгейзера была обнаружена каменная баба. Промежицкая статуя в годы Великой Отечественной войны была утрачена из собрания Псковского музея. Сохранились только фотографии изваяния в фотоархиве ЛОИА АН СССР, выполненные в 1928—1929 годах.

## Фотографии

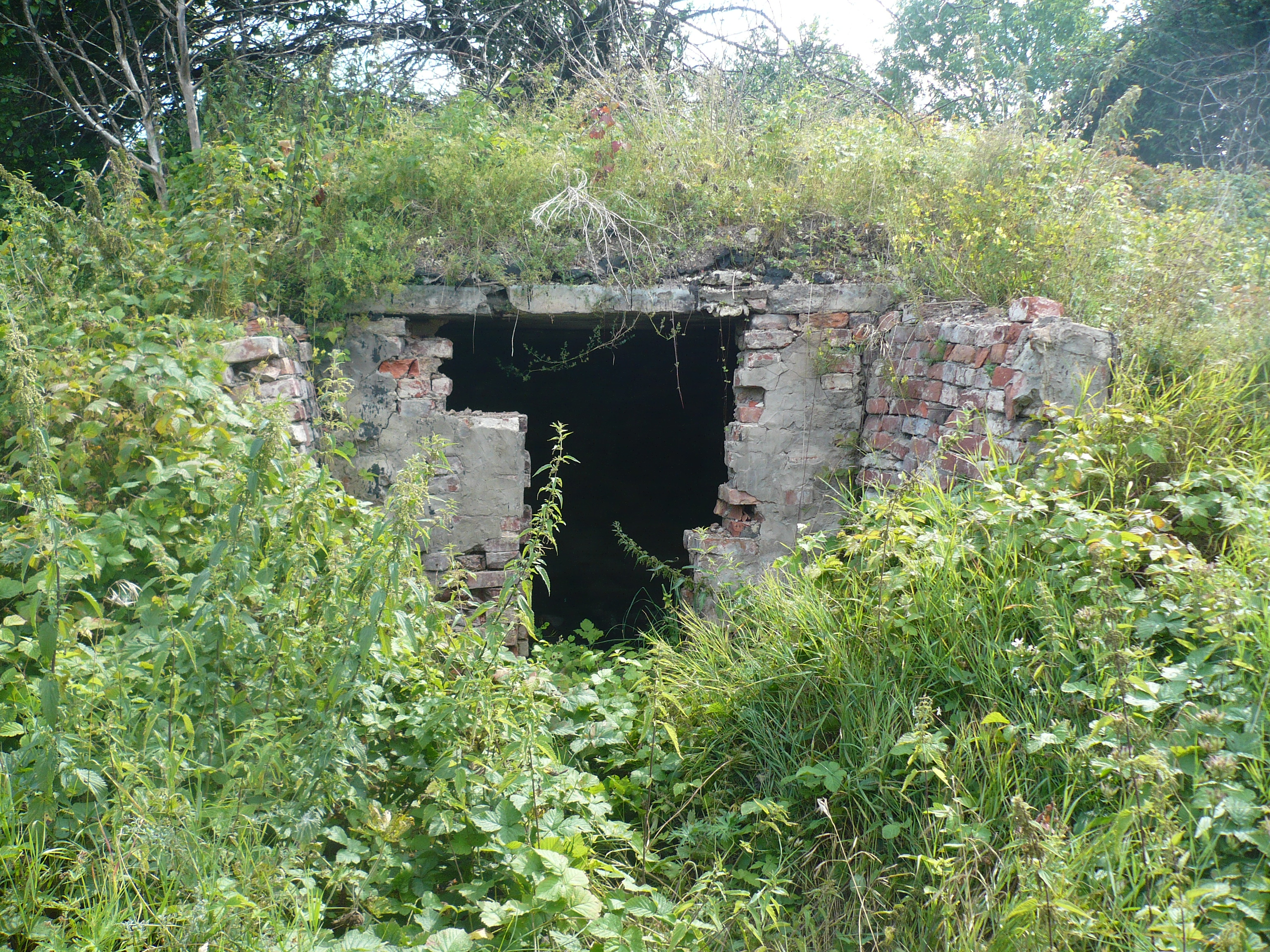
Руины храма со стороны Школы «Арсеньевской» псаломщической
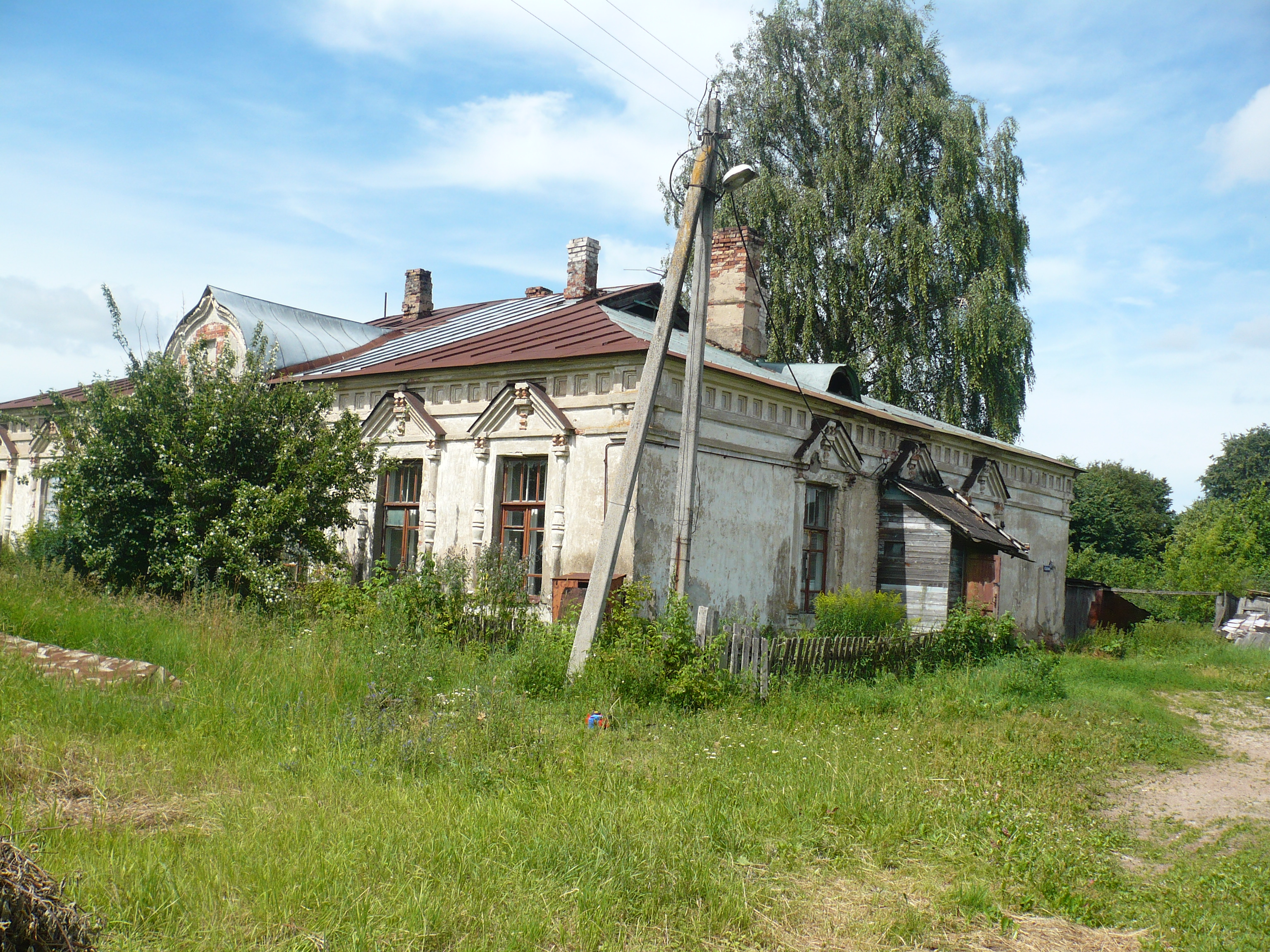
Школа псаломщиков. Вид с юго-восточной стороны (со стороны грунтовки)
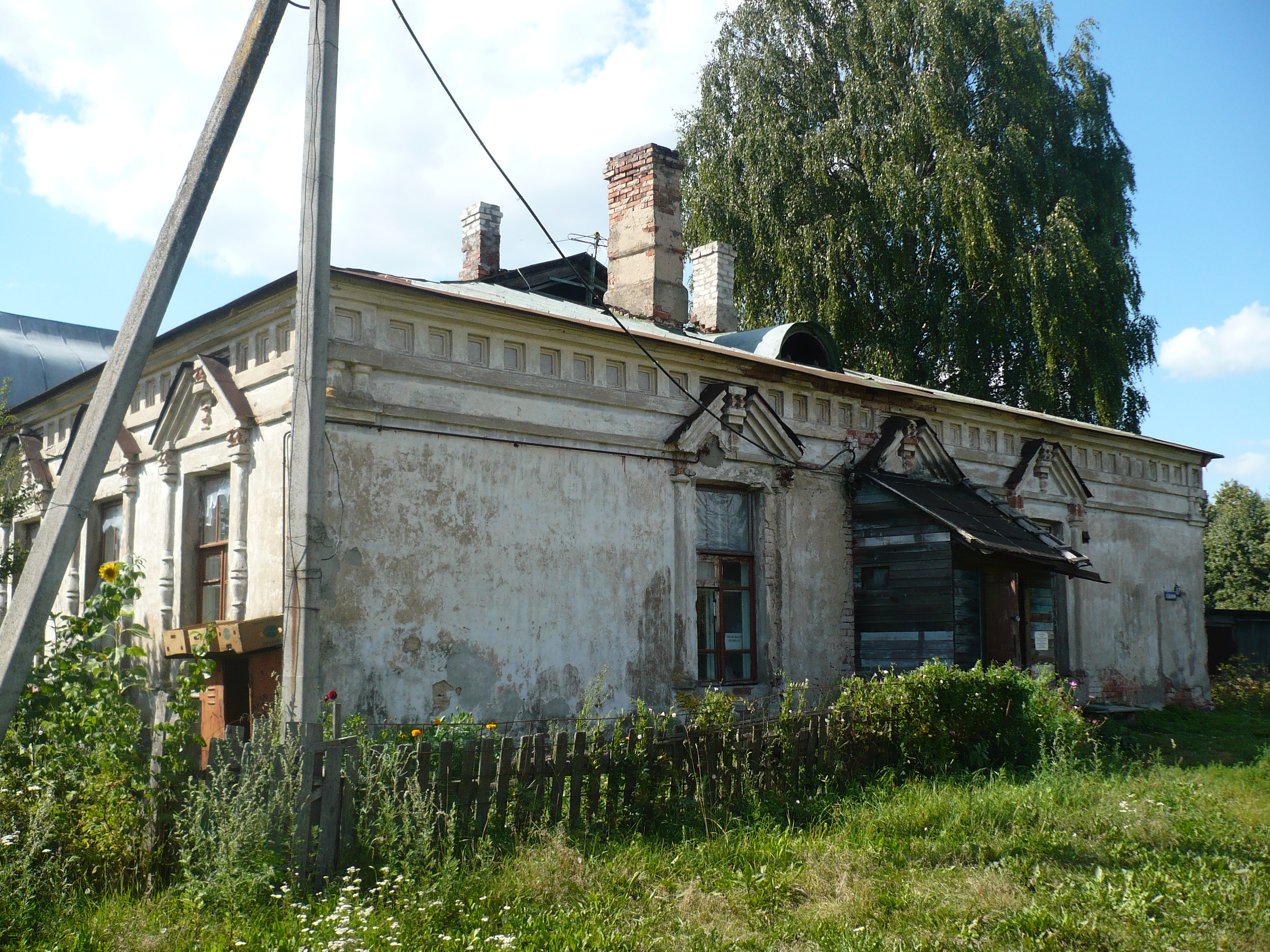
Школа псаломщиков. Вид с юго-восточной стороны (со стороны грунтовки)
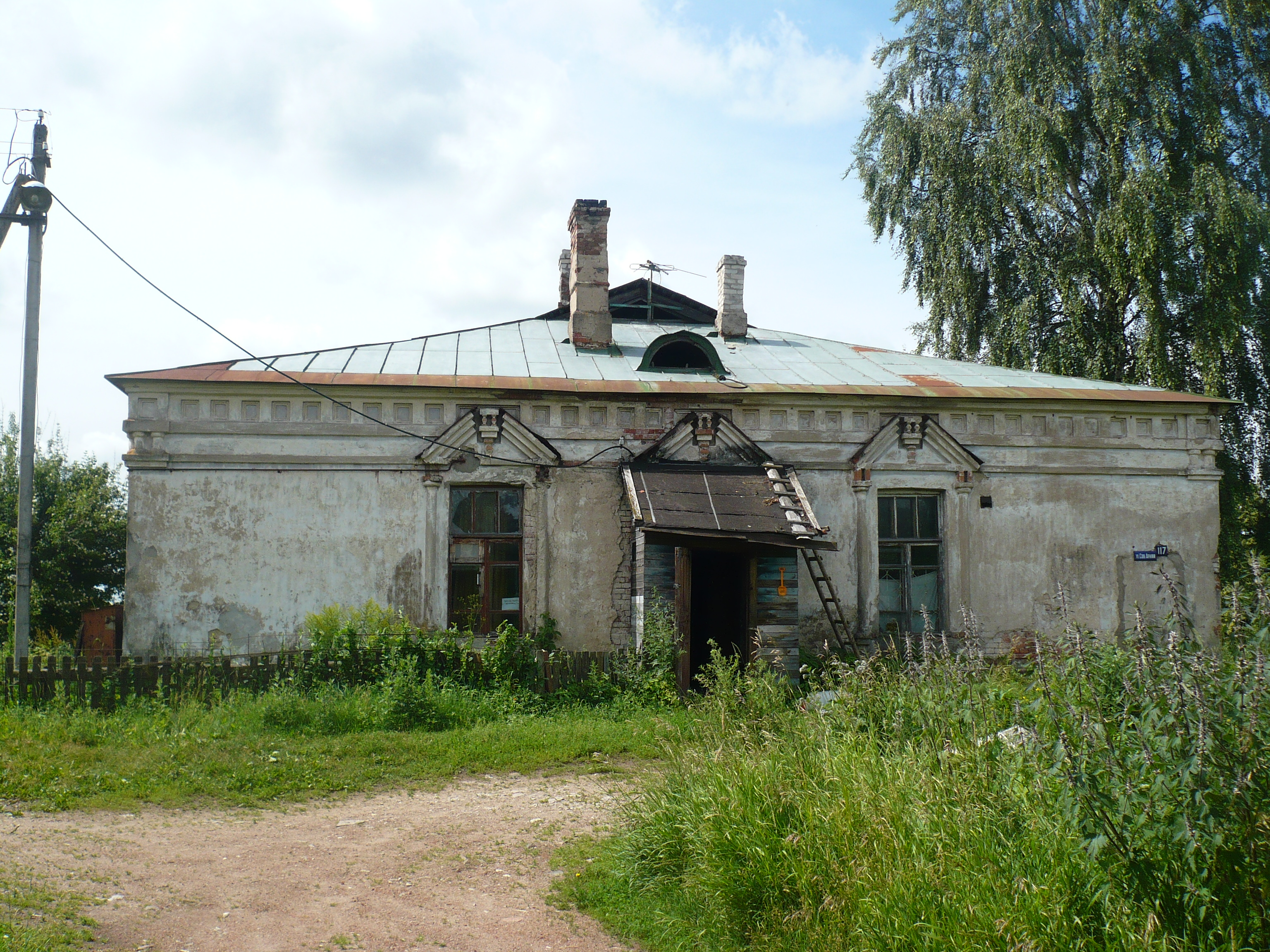
Школа псаломщиков. Вид со стороны улицы Советской Армии
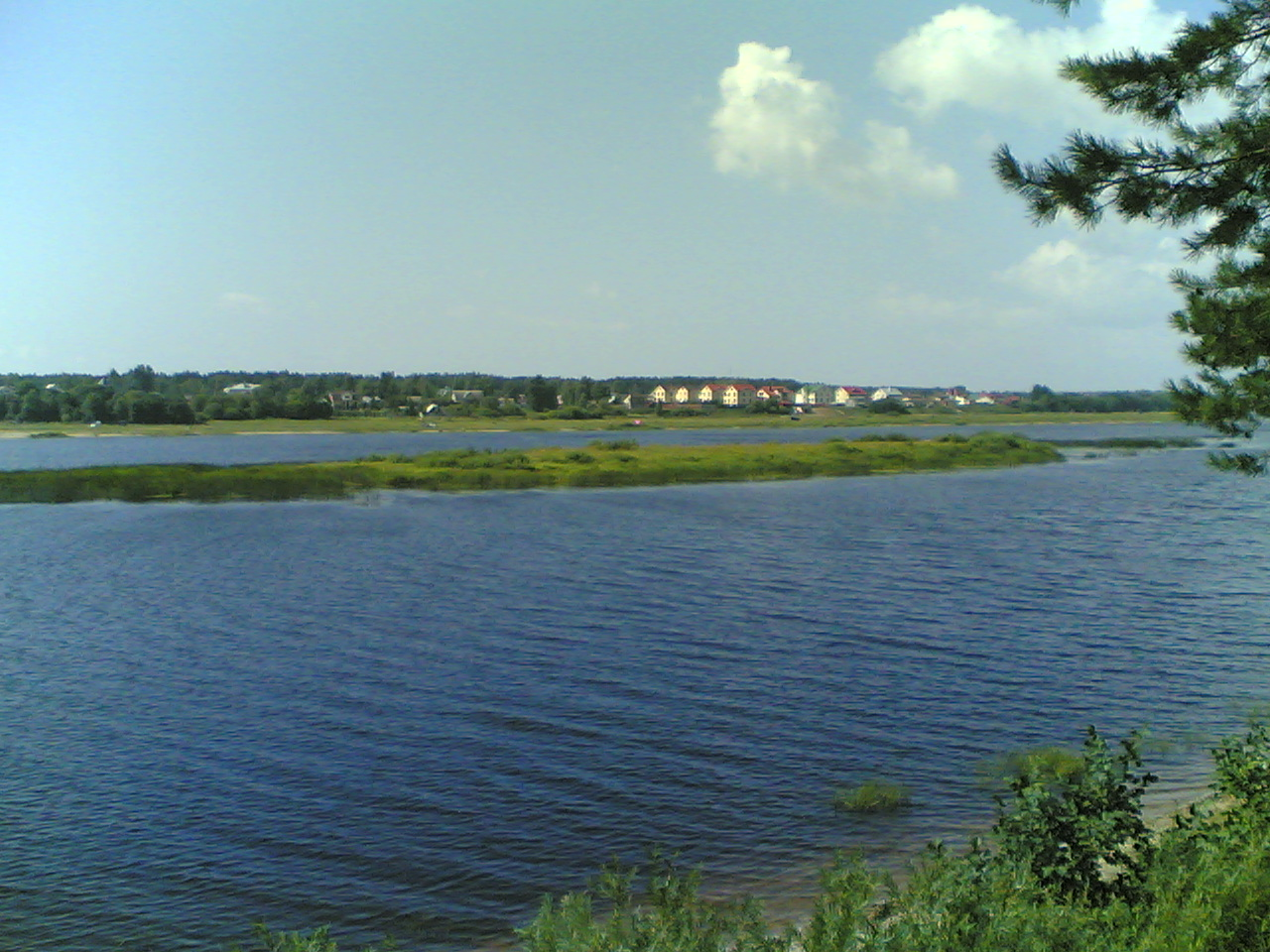
Вид на островок на Великой у Промежиц
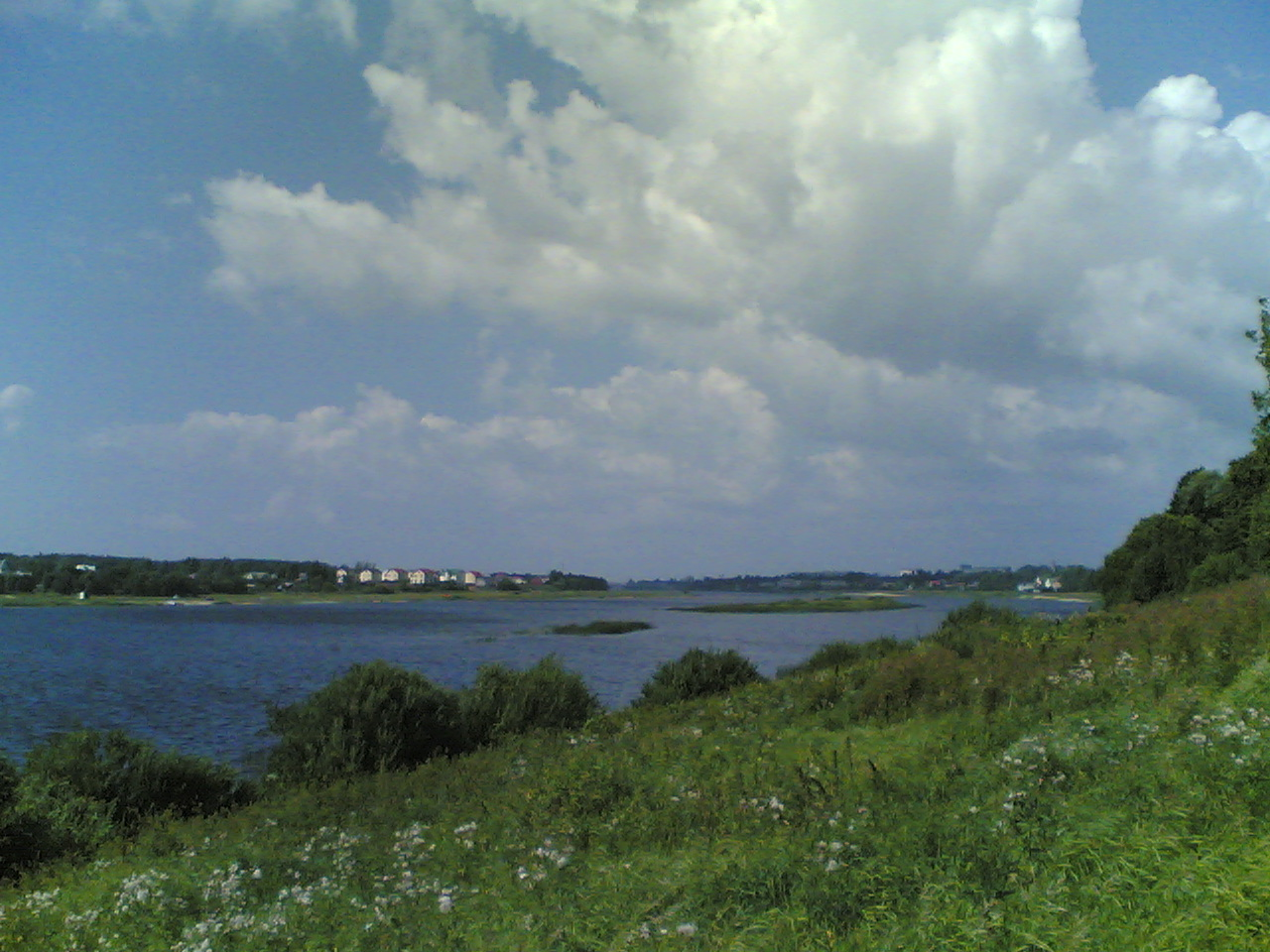
Вид на Великую из Промежиц

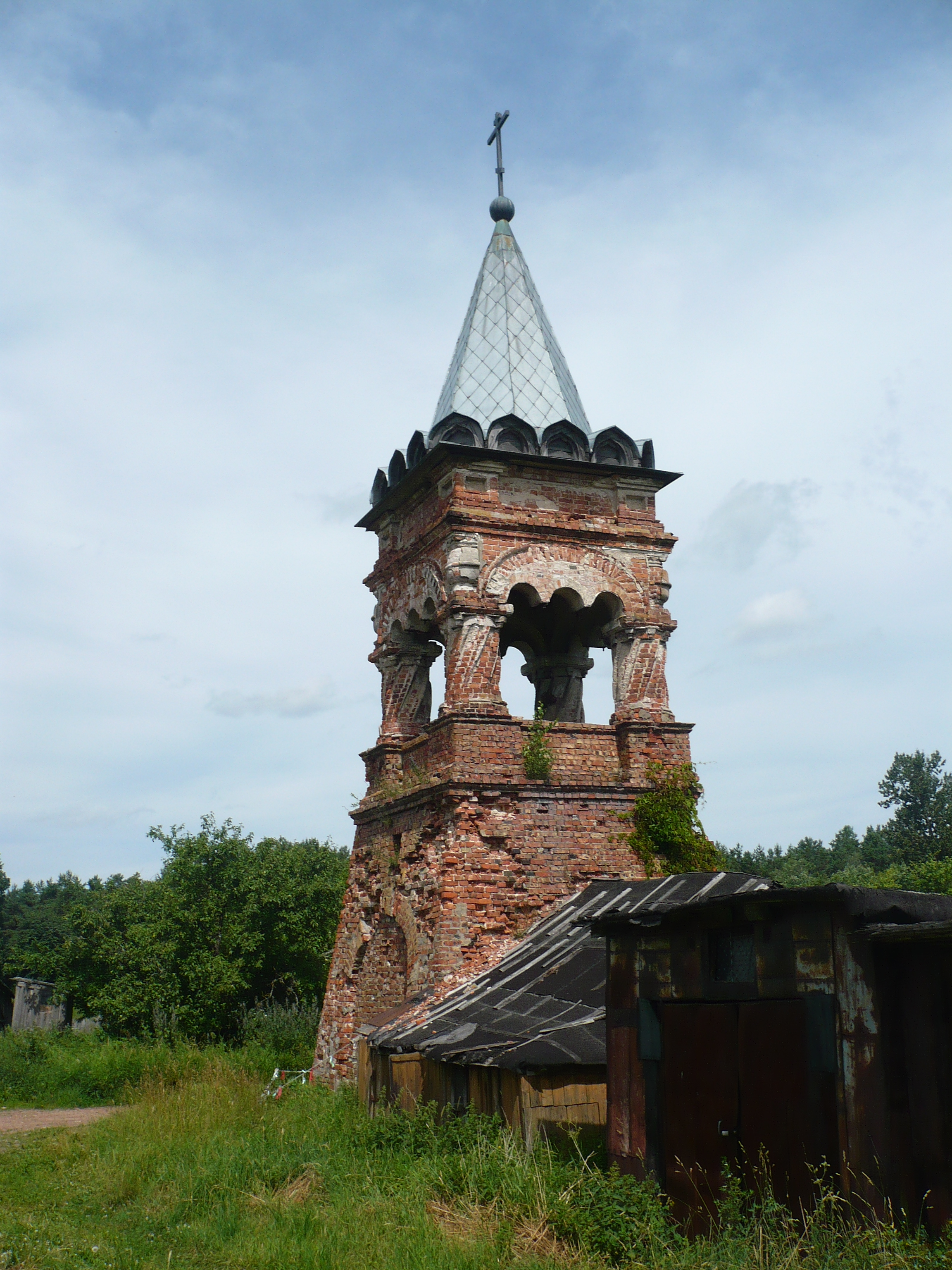
Колокольня Пантелеймона на горке. Вид со юго-западной стороны (со стороны грунтовки)
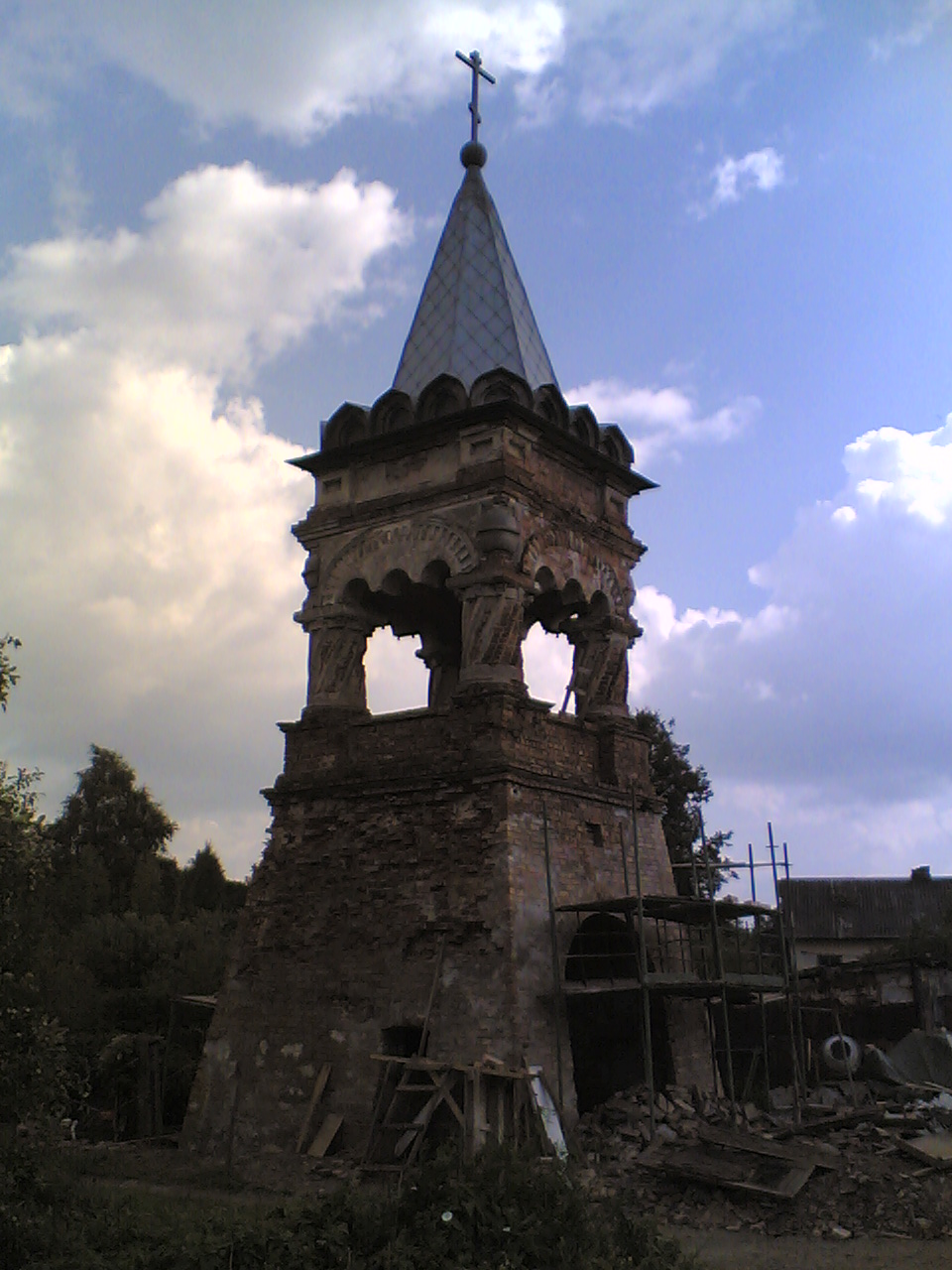
Колокольня Пантелеймона. Реставрация
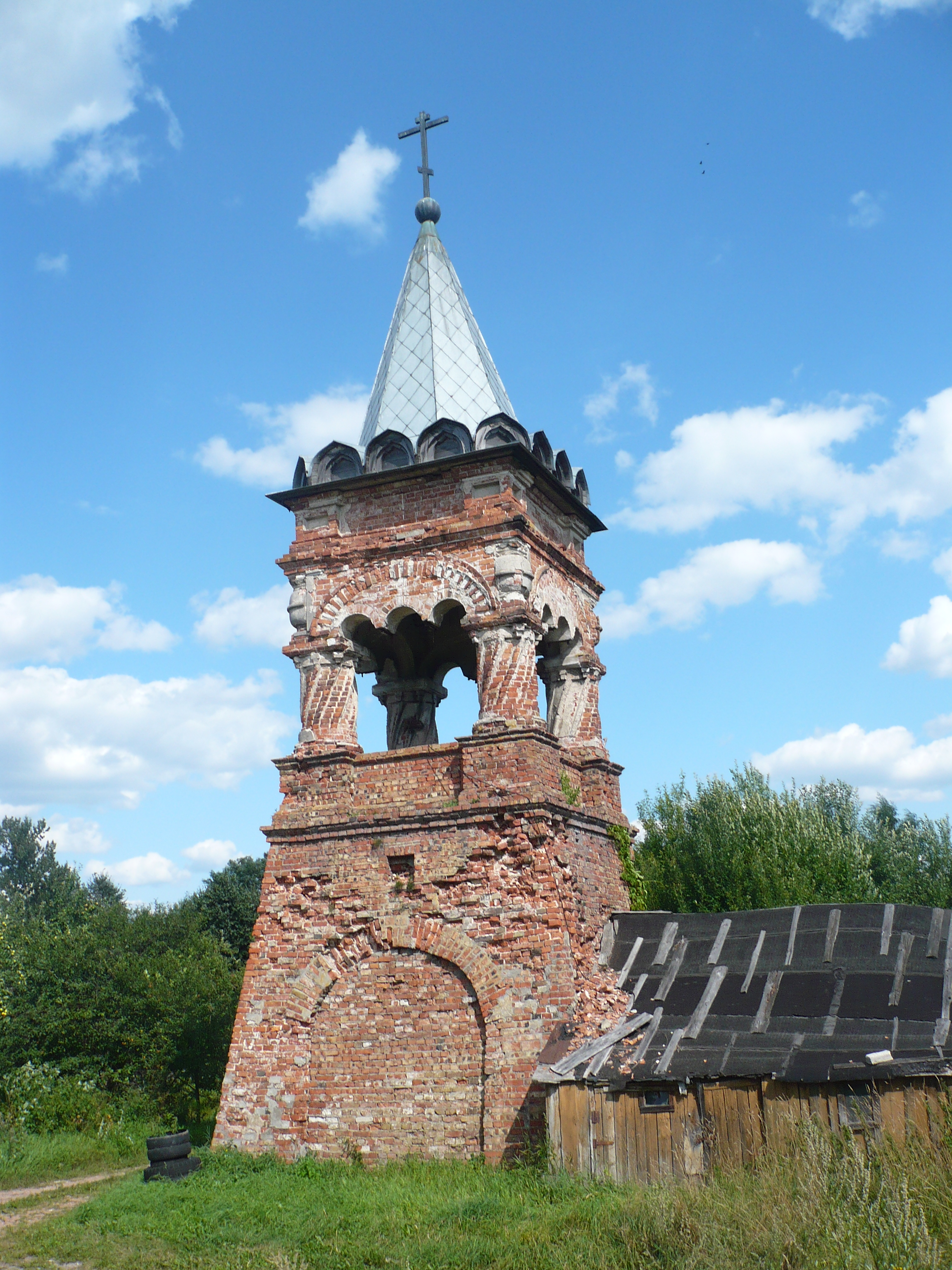
Колокольня Пантелеймона на горке. Вид со стороны реки Великой
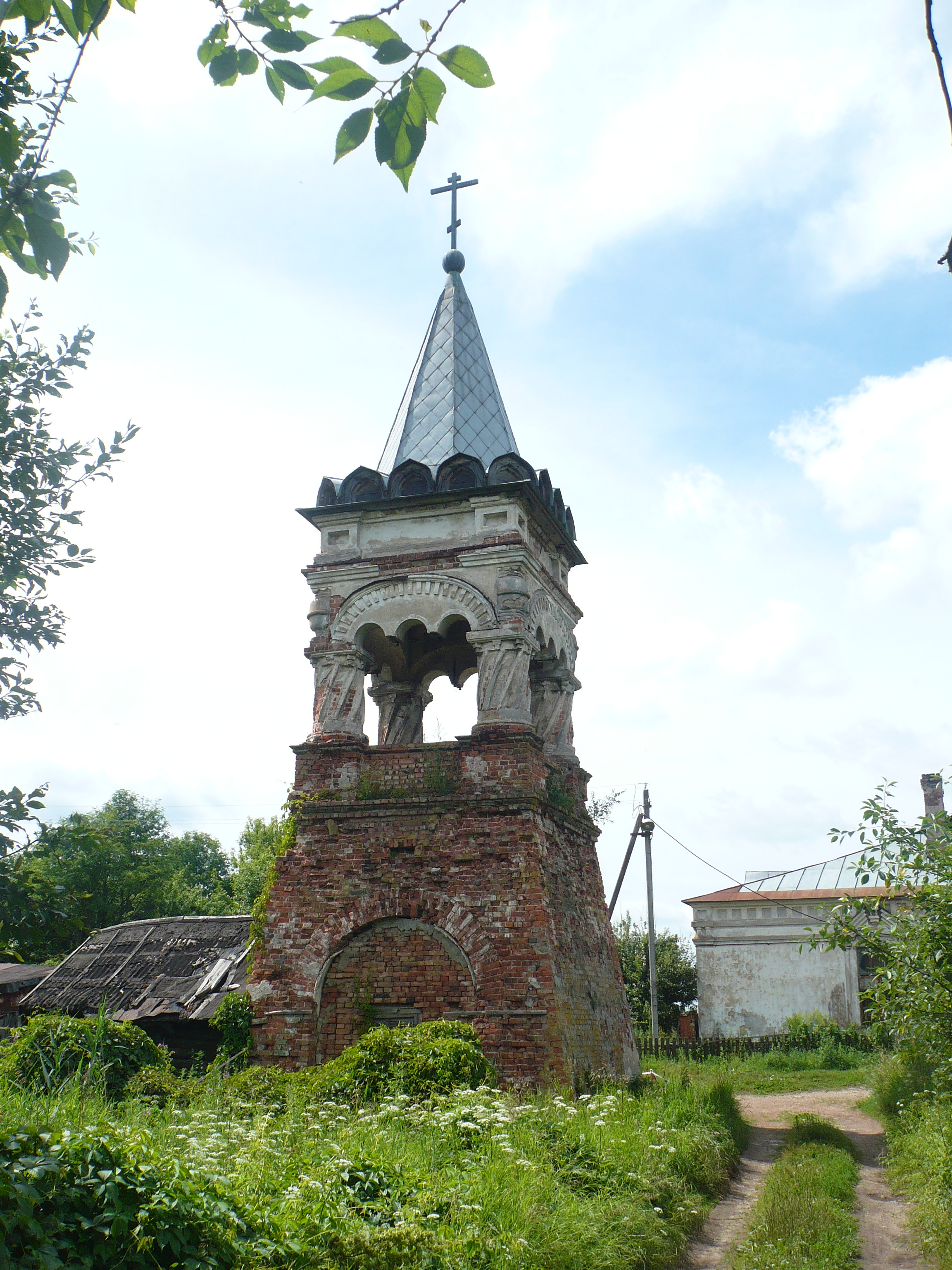
Колокольня Пантелеймона на горке. Вид со стороны улицы Советской Армии